# Aurora (Wirginia Zachodnia)
Aurora – jednostka osadnicza w Stanach Zjednoczonych, w stanie Wirginia Zachodnia, w hrabstwie Preston.